# Patinação sobre rodas nos Jogos Pan-Americanos de 2023 - Qualificação
Abaixo está o sistema de qualificação e os comitês olímpicos nacionais qualificados a Patinação sobre rodas nos Jogos Pan-Americanos de 2023, programada para ser realizada em Santiago, no Chile.

## Resumo
Um total de 96 atletas irão se classificar para competir. Serão 18 vagas na patinação artística, 44 na patinação de velocidade e 34 no skate. Os Jogos Pan-Americanos Júnior de 2021 e o Campeonato Pan-Americano de 2022 em cada disciplina foram utilizados para determinar os classificados. Para o skate, o Ranking Olímpico de Skate de 2023 será utilizado para determinar os classificados.

## Linha do tempo
| Eventos                                                     | Data                                   | Local    |
| ----------------------------------------------------------- | -------------------------------------- | -------- |
| Jogos Pan-Americanos Júnior de 2021                         | 26 de novembro - 4 de dezembro de 2021 | Cali     |
| Campeonato Pan-Americano de Patinação Artística de 2022     | 1-11 de setembro de 2022               | Cancún   |
| Campeonato Pan-Americano de Patinação de Velocidade de 2022 | 14-18 de setembro de 2022              | Ibague   |
| Jogos Sul-Americanos de 2022                                | 2-4 de outubro de 2022                 | Assunção |
| Ranking Olímpico Mundial de Skate                           | 5 de julho de 2023                     | —        |

## Sumário de qualificação
| CON                      | Artística | Artística | Velocidade | Velocidade | Skate     | Skate    | Total |
| CON                      | Masculino | Feminino  | Masculino  | Feminino   | Masculino | Feminino | Total |
| ------------------------ | --------- | --------- | ---------- | ---------- | --------- | -------- | ----- |
| ARG Argentina            | 1         | 1         |            |            |           |          | 2     |
| BRA Brasil               | 1         | 1         | 1          |            | 1         | 1        | 5     |
| CHI Chile                | 1         | 1         |            |            |           |          | 2     |
| COL Colômbia             | 2         | 2         | 1          | 2          |           |          | 7     |
| ECU Equador              |           | 1         |            |            |           |          | 1     |
| USA Estados Unidos       | 1         | 1         |            |            |           |          | 2     |
| PAR Paraguai             | 1         | 1         |            |            |           |          | 2     |
| DOM República Dominicana | 1         |           |            |            |           |          | 1     |
| URU Uruguai              |           | 1         |            |            |           |          | 1     |
| Total: 9 CONs            | 9         | 9         | 22         | 22         | 17        | 17       | 96    |

## Artística
As sete primeiras nações em cada evento se classificaram juntamente com o país-sede, Chile, que recebeu uma vaga automática para cada evento. Uma nação poderia inscrever até um patinador por evento. Um total de 18 vagas estavam disponíveis. Uma vaga extra por gênero foi entregue aos vencedores dos Jogos Pan-Americanos Júnior de 2021.
| Evento                              | Masculino                                                                                      | Feminino                                                                                      |
| ----------------------------------- | ---------------------------------------------------------------------------------------------- | --------------------------------------------------------------------------------------------- |
| País-sede                           | CHI Chile                                                                                      | CHI Chile                                                                                     |
| Jogos Pan-Americanos Júnior de 2021 | Juan Sebastián Otálora (COL)                                                                   | Paulina Ruiz (COL)                                                                            |
| Campeonato Pan-Americano de 2022    | BRA Brasil ARG Argentina USA Estados Unidos COL Colômbia PAR Paraguai DOM República Dominicana | ARG Argentina COL Colômbia USA Estados Unidos BRA Brasil PAR Paraguai URU Uruguai ECU Equador |
| TOTAL                               | 9                                                                                              | 9                                                                                             |

## Velocidade
Um total de 44 patinadores de velocidade irão se classificar. O Chile, como país-sede, recebeu o número máximo de quatro vagas (dois homens e duas mulheres). As 40 vagas restantes foram alocadas utilizando os resultados dos Jogos Pan-Americanos Júnior de 2021, do Campeonato Pan-Americano de 2022 e dos Jogos Sul-Americanos de 2022.
| Evento                              | Patinadores por CON | Masculino                                            | Feminino                                                  |
| ----------------------------------- | ------------------- | ---------------------------------------------------- | --------------------------------------------------------- |
| País-sede                           | 2                   | CHI Chile                                            | CHI Chile                                                 |
| Jogos Pan-Americanos Júnior de 2021 | -                   | Guilherme Abel Rocha (BRA) Juan Jacobo Pinilla (COL) | Valeria Rodríguez López (COL) Gabriela Isabel Rueda (COL) |
| Campeonato Pan-Americano de 2022    | 2                   |                                                      |                                                           |
| Jogos Sul-Americanos de 2022        | 2                   |                                                      |                                                           |
| TOTAL                               |                     | 22                                                   | 22                                                        |

## Skate
Um total de 34 atletas irão classificar. O Chile, como país-sede, recebeu o número máximo de quatro vagas (dois homens e duas mulheres). As 30 vagas restantes foram alocadas utilizando os resultados dos Jogos Pan-Americanos Júnior de 2021 e o Ranking Olímpico Mundial de 2023.
Park
| Evento                   | Masculino                                                                                 | Feminino                                                                                |
| ------------------------ | ----------------------------------------------------------------------------------------- | --------------------------------------------------------------------------------------- |
| País-sede                | CHI Chile                                                                                 | CHI Chile                                                                               |
| Ranking Olímpico Mundial | USA Estados Unidos BRA Brasil PUR Porto Rico ARG Argentina CAN Canadá PER Peru MEX México | BRA Brasil USA Estados Unidos CAN Canadá COL Colômbia PER Peru MEX México ARG Argentina |
| TOTAL                    | 8                                                                                         | 8                                                                                       |

Street
| Evento                              | Masculino                                                                                   | Feminino                                                                                   |
| ----------------------------------- | ------------------------------------------------------------------------------------------- | ------------------------------------------------------------------------------------------ |
| País-sede                           | CHI Chile                                                                                   | CHI Chile                                                                                  |
| Jogos Pan-Americanos Júnior de 2021 | Lucas Rabelo (BRA)                                                                          | Pamela Rosa (BRA)                                                                          |
| Ranking Olímpico Mundial            | USA Estados Unidos BRA Brasil ARG Argentina CAN Canadá COL Colômbia PER Peru PUR Porto Rico | BRA Brasil USA Estados Unidos COL Colômbia ARG Argentina CAN Canadá URU Uruguai MEX México |
| TOTAL                               | 9                                                                                           | 9                                                                                          |